# Detektiv

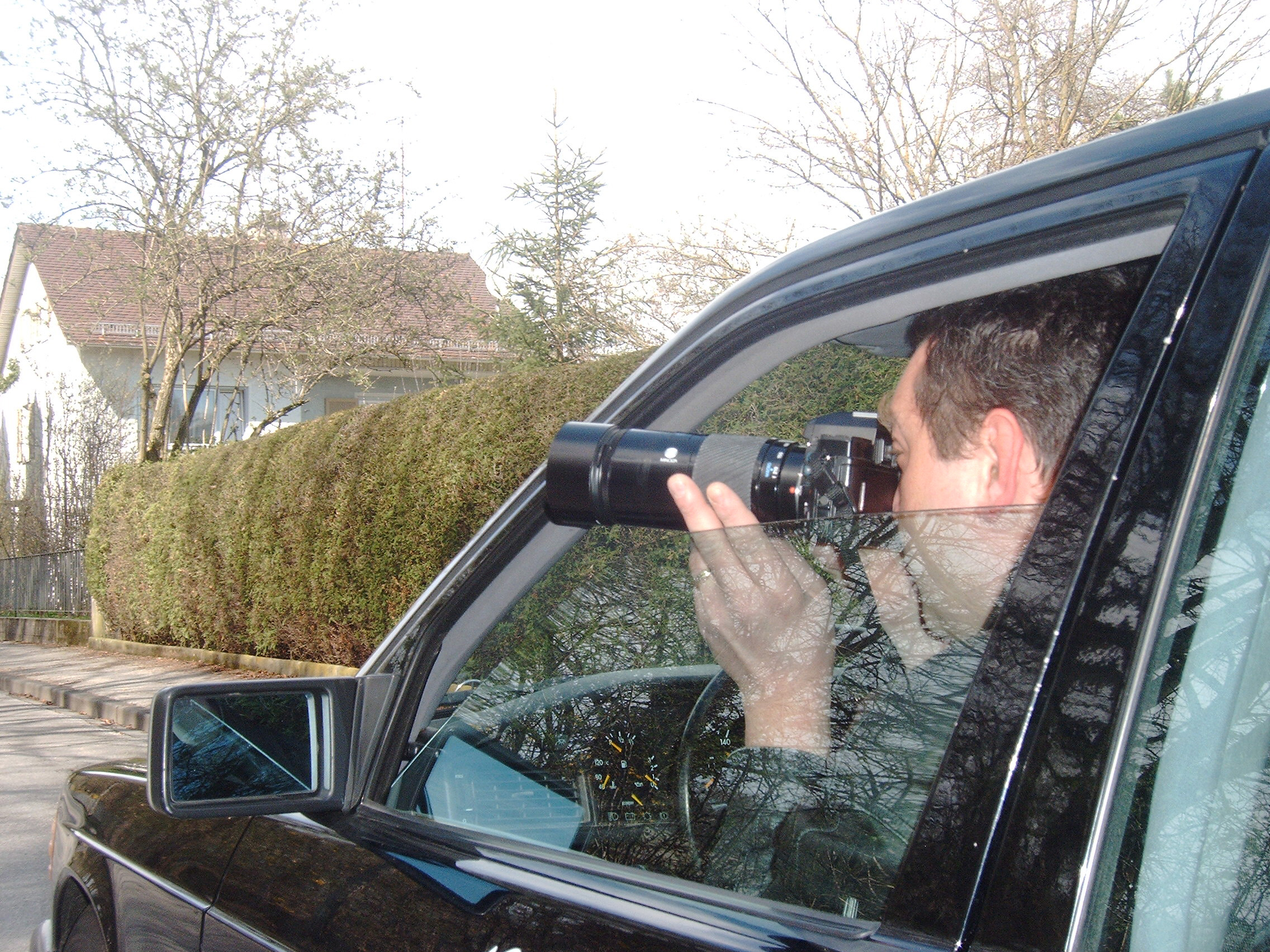
Detektiv bei der Observation

Ein Detektiv (von lateinisch detegere ‚entdecken, aufdecken‘) oder auch Privatdetektiv (Deutschland) bzw. Berufsdetektiv (Österreich) ist ein Privatermittler, der im Rahmen der Beweiserhebung und/oder Beweisnothilfe durch Observationen, Recherchen, legendierte Befragungen und Ähnliches Erkenntnisse und Informationen dokumentiert und insbesondere gerichtlich verwertbares Beweismaterial zusammenträgt, um diese Daten seinen Auftraggebern zu überlassen. Das Büro der Detektive wird Detektei genannt.

## Bezeichnung
In britischen und amerikanischen Polizeieinheiten dient die Bezeichnung detective auch als Funktionsbezeichnung für einen Ermittler der Kriminalpolizei und wird dem eigentlichen Dienstgrad vorangestellt, z. B. detective sergeant.
Der Ausdruck Privatdetektiv ist aus der Übersetzung des englischen private investigator, private detective oder detect hervorgegangen. Da die Bezeichnung detective in englischsprachigen Ländern ein Dienstgrad bzw. eine Funktionsbezeichnung bei den Polizeibehörden ist, wird durch den Zusatz private der Unterschied zum Beamten hervorgehoben.
Heute wird der Ausdruck Privatdetektiv eher als Unterscheidung vom sogenannten Wirtschaftsdetektiv verstanden. Ein Detektiv kann selbständig oder in einer Detektei bzw. Rechtsanwaltskanzlei als Angestellter arbeiten.

## Geschichte
Die Geschichte gewerblich tätiger Detektive, die im Wesentlichen ohne staatlichen oder gerichtlichen Auftrag ermitteln, steht in einem engen Bezug zur Rechtspolitik und der Entwicklung des Anwaltstandes in Westeuropa. Die erste Privatdetektei wurde 1833 in Paris vom 1775 geborenen Eugène François Vidocq gegründet, der neben seiner kriminellen Tätigkeit auch eine der wenigen Polizeidienststellen des Landes geleitet hatte. Vorläufer gab es zuvor schon in England, wo durch rege Handelstätigkeit schon im 18. Jahrhundert ein hoher Bedarf an qualifizierten Wirtschaftsauskünften bestand. In England entstand die erste einer Auskunftei vergleichbaren Institution bereits um 1826. Perrys Original Bankrupt and Insolvent Registry Office in London führte Aufzeichnungen über Konkurse, Pfändungen, die Verschuldung und Auflösung von Handelsgesellschaften.
Die fortschreitende Industrialisierung, das zunehmende Selbstbewusstsein des Bürgertums, internationale Einflüsse und die wachsende Nachfrage nach Wirtschaftsauskünften über potenzielle Geschäftspartner förderten die Entwicklung von Auskunfteien und Detekteien nach englischem Vorbild in der zweiten Hälfte des 19. Jahrhunderts auch in Deutschland. Eine der ersten Detekteien war das im Jahre 1860 vom Makler S. Salomon gegründete Erkundungsbüro zur Wahrung kaufmännischer Interessen für Stettin und die Provinz Pommern. Darauf aufbauend entwickelte sich neben wirtschaftlichem auch ein ziviles Interesse; ab 1880 sind Detekteien auch in Berlin dokumentiert. Häufig taten sich ehemalige Polizisten oder Militärangehörige als Gründer hervor, wie etwa Leutnant a. D. Caspary-Roth Rossi.
Einen Aufschwung erfuhr diese Entwicklung auch durch den Erlass der Rechtsanwaltsanordnung im Jahr 1879, die einen unabhängigen Anwaltsstand in Deutschland begründete (Rechtsanwaltskammer). Damit war eine wesentliche Voraussetzung zur Tätigkeit der Detektive als „Beweisnothelfer“ geschaffen.

## Verbände in Deutschland
Der erste deutsche Verband Reichsverband Deutscher Detektiv-Institute wurde 1896 gegründet und galt über den Ersten Weltkrieg hinweg als zentrale nationale Vertretung. Mit dem Aufstieg der Nationalsozialisten und deren politischer Ideologie sank die Nachfrage nach Detektiven, die jedoch nach dem Zweiten Weltkrieg und der Verabschiedung des Gesetzes, welches das Recht auf Gewerbefreiheit sichert, wieder stieg. Seitdem wurden diverse etablierte Detektivverbände gegründet. Einer der größeren Verbände ist der Bundesverband Deutscher Detektive.
Im November 2021 verschmolz der Bundesverband Deutscher Detektive e. V. mit dem übernehmenden Bund internationaler Detektive e. V. zu dem nun neu geschaffenen und einzigen Berufsverband in Deutschland, dem Bundesverband des Detektiv- und Ermittlungsgewerbes (BuDEG). Dieser hat seinen Sitz in Berlin und stellt nun die einzige Interessensvertretung der Detektivbranche in Deutschland mit weit über 200 Mitgliedsdetekteien dar.

## Rechtsgrundlage

### Hoheitliche Regeln

#### Deutschland
Die Berufsbezeichnung lautet Detektiv, womit Privatdetektive, Wirtschaftsdetektive, Versicherungsdetektive u. ä. gemeint sind. Sie ist nicht rechtlich geschützt. Detektive haben in Deutschland keine Sonderrechte oder hoheitlichen Befugnisse. Zur Berufsausübung benötigen sie keine polizeiliche Erlaubnis oder staatliche Lizenz. Da sie nicht zum Bewachungsgewerbe zählen, ist anders als dort keine Erlaubnis des Gewerbeamtes und kein Sachkundenachweis etwa durch die IHK Voraussetzung. Wer gewerbsmäßig Auskünfte über Vermögensverhältnisse oder persönliche Verhältnisse erteilt und damit eine Auskunftei oder Detektei betreibt, unterliegt als Betreiber eines überwachungesbedürftigen Gewerbes (Vertrauensgewerbe) allerdings der Zuverlässigkeitsüberprüfung nach § 38 Abs. 1 Nr. 1 Gewerbeordnung.
Detektive arbeiten mit den Rechten, die jeder Bürger hat, also etwa dem Recht zur Jedermann-Festnahme (§ 127 Abs. 1 Satz 1 StPO), dem Hausrecht oder dem Recht zur Notwehr. Ist ein Detektiv in einer Rechtsanwaltskanzlei angestellt oder durch sie beauftragt, kann er besondere Rechte als Gehilfe des Rechtsanwaltes wie ein Zeugnisverweigerungsrecht gegenüber den Ermittlungsbehörden haben, § 53a Abs. I Ziff. 1 StPO.
Detektivarbeit unterliegt allerdings den allgemeinen Datenschutzregeln, wonach etwa das unbefugte Verarbeiten oder das Erschleichen von nicht öffentlich zugänglichen Daten gegen Entgelt eine Straftat ist. Dazu ist die Erforderlichkeit der Datenerhebung und -weitergabe zur Durchsetzung berechtigter Interessen der Auftraggeber stets gegen das Recht auf Schutz der Privatsphäre Betroffener abzuwägen, wie sie sich etwa aus den Grundrechten der deutschen Verfassung oder aus der Charta der Grundrechte der Europäischen Union ergeben.

#### Österreich
In Österreich lautet die Berufsbezeichnung Berufsdetektiv, die hier zudem eine Tätigkeit als Personenschützer umfasst. Die Arbeitnehmer von Berufsdetektiven heißen Berufsdetektiv-Assistenten. Das Gewerbe fällt unter die reglementierten Gewerbe und erfordert eine behördliche Befähigungsprüfung, die Einhaltung der gesetzlichen Verschwiegenheitspflicht und eine besondere Zuverlässigkeit. Die Rechte und Pflichten für Berufsdetektive sind in der Gewerbeordnung (Österreich) geregelt.
Einer Gewerbeberechtigung für das Gewerbe der Berufsdetektive (§ 94 Z 62) bedarf es für
1. die Erteilung von Auskünften über Privatverhältnisse,
2. die Vornahme von Erhebungen über strafbare Handlungen,
3. die Beschaffung von Beweismitteln für Zwecke eines gerichtlichen oder verwaltungsbehördlichen Verfahrens,
4. die Ausforschung von verschollenen oder sich verborgen haltenden Personen, der Verfasser, Schreiber oder Absender anonymer Briefe, der Urheber oder Verbreiter von Verleumdungen, Verdächtigungen oder Beleidigungen,
5. die Beobachtung und Kontrolle der Treue von Arbeitnehmern,
6. die Beobachtung von Kunden in Geschäftslokalen,
7. den Schutz von Personen (während der entsprechende Schutz von Sachen und Dienste wie der Betrieb einer Notrufzentrale oder einer Feuerwehr zum Bewachungsgewerbe zählt, § 129 Abs. 4 und 5 GewO),
8. das Aufspüren von Geräten zur unberechtigten Übertragung von Bild und Ton, von elektronisch gespeicherten Daten und der damit verbundenen Schutzmaßnahmen.

Aus diesem Katalog ergeben sich unter anderem folgende Tätigkeitsbereiche:
- Adressermittlungen
- Beweismittelsicherung
- Bonitätsauskünfte
- Diebstahl und Vandalismus
- Drohung und Erpressung
- Erbschaftsangelegenheiten
- Unterhaltsangelegenheiten
- Suche von Personen

### Beauftragung
Regelmäßig ist ein Detektiv von seinem Mandanten bzw. gegenüber seinem Kunden zivilrechtlich durch Dienstvertrag verpflichtet. Das bedeutet, dass Detektive keinen Erfolg schulden, da dieser nicht garantiert werden kann.
In manchen Fällen beauftragt man einen Detektiv als Alternative zu Polizei oder Staatsanwaltschaft. Der Auftraggeber möchte keine staatlichen Institutionen einschalten, um mehr Kontrolle über die Datenerhebung und die Ermittlungsergebnisse zu erlangen. Dann muss er erst später über das Einschalten entscheiden.
Überwiegend wird der Detektiv in Bereichen beauftragt, in denen die staatlichen Strafverfolgungsbehörden nicht tätig werden dürfen oder mangels öffentlichen Interesses nicht tätig werden. Dies sind etwa Fälle der Sammlung von Beweismitteln zur Verwendung in zivilrechtlichen Auseinandersetzungen, zum Beispiel zur Aufdeckung von Schwarzarbeit des Arbeitnehmers trotz ärztlich bescheinigter Arbeitsunfähigkeit.

## Tätigkeitsbereich
Private Auftraggeber schalten Privatdetektive meist für Ermittlungen in Partnerschafts-, Sorgerechts-, Erbschafts-, Unterhalts- oder anderen Familienangelegenheiten ein, also in zivilrechtlichen Angelegenheiten.
Von Unternehmen werden eher Wirtschaftsdetekteien eingesetzt, die sich auf Ermittlungen, Recherchen und Observationen im gewerblichen Bereich spezialisiert haben. Dazu gehören Personal- und Wettbewerbsangelegenheiten, die Überprüfung von Schuldnern sowie Ermittlungen zum Arbeitszeitbetrug. Immer häufiger ermitteln Detekteien auch in Sachen Patentrechtsverletzung. Nicht zu vergessen sind forensische Untersuchungen in Bezug auf Computerkriminalität sowie Lauschabwehr als Gegenmaßnahme für Wirtschaftsspionage.
Oft wird der Detektiv dem Ladendetektiv oder Kaufhausdetektiv gleichgesetzt, der jedoch originär Bewachungsaufgaben wahrnimmt. Dann zählt das zum Bewachungsgewerbe, zu dessen Ausübung auch in Deutschland eine behördliche Bewachungserlaubnis nötig ist.
In Großbritannien haben Detektive quasi-hoheitliche Aufgaben wie das Zustellen gerichtlicher Schreiben. In Deutschland ist das den Gerichtsvollziehern, den Justizwachtmeistern oder beliehenen Zustellern vorbehalten.

## Ausbildung

### Deutschland
In Deutschland ist die Ausbildung zum Detektiv bisher nicht geregelt, da das Berufsbildungsgesetz die Bezeichnung und somit den Beruf des Detektivs nicht kennt. Eine gesetzliche Regelung der Ausbildung ist derzeit auch nicht geplant oder erkennbar. Sämtliche Bemühungen der Branche in diese Richtung sind bislang gescheitert. Dies liegt nicht zuletzt daran, dass es den Berufsverbänden bisher nicht gelungen ist, eine gemeinsame Kampagne zu bilden.
1986 wurde der Berufsbildungsplan für Detektive erarbeitet, der mit Unterstützung der Berufsverbände BDD, BID und DDV in die Zentralstelle für die Ausbildung im Detektivgewerbe (ZAD) einfloss. Zudem erfolgte die Erarbeitung aller Wissensgrundlagen auf der Basis der Berufsordnung für Detektive in Deutschland, der sich verschiedene deutsche Verbände als Berufskodex verschrieben haben.
Die IHK und andere Institute bieten Weiterbildungen an, die in Form von Wochenendseminaren in einem Zeitraum von mehreren Monaten bis hin zu zwei Jahren gehalten werden. Neben Seminaren, die auf eine Tätigkeit als Kaufhausdetektiv vorbereiten, gibt es auch die Bezeichnung Geprüfter Detektiv.
Die Lehrgänge unterschiedlicher Dauer werden von der Zentralstelle für die Ausbildung im Detektivgewerbe (ZAD), von Industrie- und Handelskammern (IHK) und privaten Bildungsträgern durchgeführt.

### Österreich
In Österreich gibt es für die Ausbildung bis dato ebenfalls keine gesetzliche Regelung, allerdings bieten Berufsverbände und einzelne Firmen eine einjährige Ausbildung zum Berufsdetektiv-Assistenten an. Detektiv ist eine Aus- bzw. Weiterbildung, die durch interne Vorschriften der Lehrgangsträger geregelt ist.

## Detektive in Literatur, Film und Fernsehen
Beispiele für bekannte fiktive Detektive sind Meisterdetektive wie Sherlock Holmes, Nick Knatterton, Hercule Poirot und Philip Marlowe. In den europäischen, insbesondere italienischen Disney-Comics ist Micky Maus häufig als Privatdetektiv tätig. Daneben gibt es auch Amateurdetektive, die aus persönlicher Neigung Verbrechen aufklären, ohne wirklich an Lohn interessiert zu sein: Miss Marple, Detektiv Conan, Pater Brown und Paul Temple. Zu einer Auflistung von Detektiven aus der Kriminalliteratur siehe die Liste literarischer Detektive und Ermittler.
Superhelden-Comics vereinen Einflüsse aus Horror, Komödie, Kriminalroman, Science-Fiction, Fantasy und anderen. Manche Superhelden füllen teilweise die Tätigkeiten von Ermittlern aus: Batman, Iron Man usw. Die meisten kämpfen aber eher selten direkt gegen das organisierte Verbrechen. Der Vigilant Daredevil ist unter dem Namen Matt Murdock als Rechtsanwalt tätig.
In Jugendbüchern und -serien kommen häufig Junior-Detektive vor, Jugendliche, die eine Bande gründen und aus eigenem Anreiz heraus das Verbrechen bekämpfen: Die drei Fragezeichen, TKKG, Die Knickerbockerbande,  Emil Tischbein, Die Pfefferkörner und die Sechs Spürnasen.
Andere Ermittler kommen häufig in Medien und Fernsehen vor: Lord Peter Wimsey, Jessica Fletcher, Thomas Magnum, Josef Matula, Jim Rockford, Lenßen & Partner, Die Trovatos, Rorschach, Privatdetektiv Anthonsen, Adrian Monk, Shawn Spencer, Detektiv Kogoro Akechi, Kalle Blomquist, Jan Helmer, Mick St. John, Vicki Nelson, Remington Steele und Laura Holt, The Mentalist, sowie Carsten Stahl.

## Spiele
Detektive werden auch in einigen Partyspielen benötigt. Siehe dazu:
- Krimispiel
- Mord im Dunkeln